# L'Affreux
L'Affreux est un roman de Franz-Olivier Giesbert paru le 2 septembre 1992 aux éditions Grasset et ayant reçu le Grand prix du roman de l'Académie française la même année.

## Éditions
- L'Affreux, éditions Grasset, 1992  (ISBN 2246411114).